# Nycticebus coucang
Nycticebus coucang este un mamifer primat din genul lorișilor, care viețuiește în zona Asiei de Sud-Est, Indonezia, Malaezia, Thailanda și Singapore.
Specia este  pe cale de dispariție, fiind categorisită de IUCN ca fiind o specie vulnerabilă. Ea este în pericol din cauza creșterii lorișilor drept animale de companie și comercializarea lor. O altă cauză este dispariția, distrugerea și defrișarea habitatului.

## Galerie de imagini

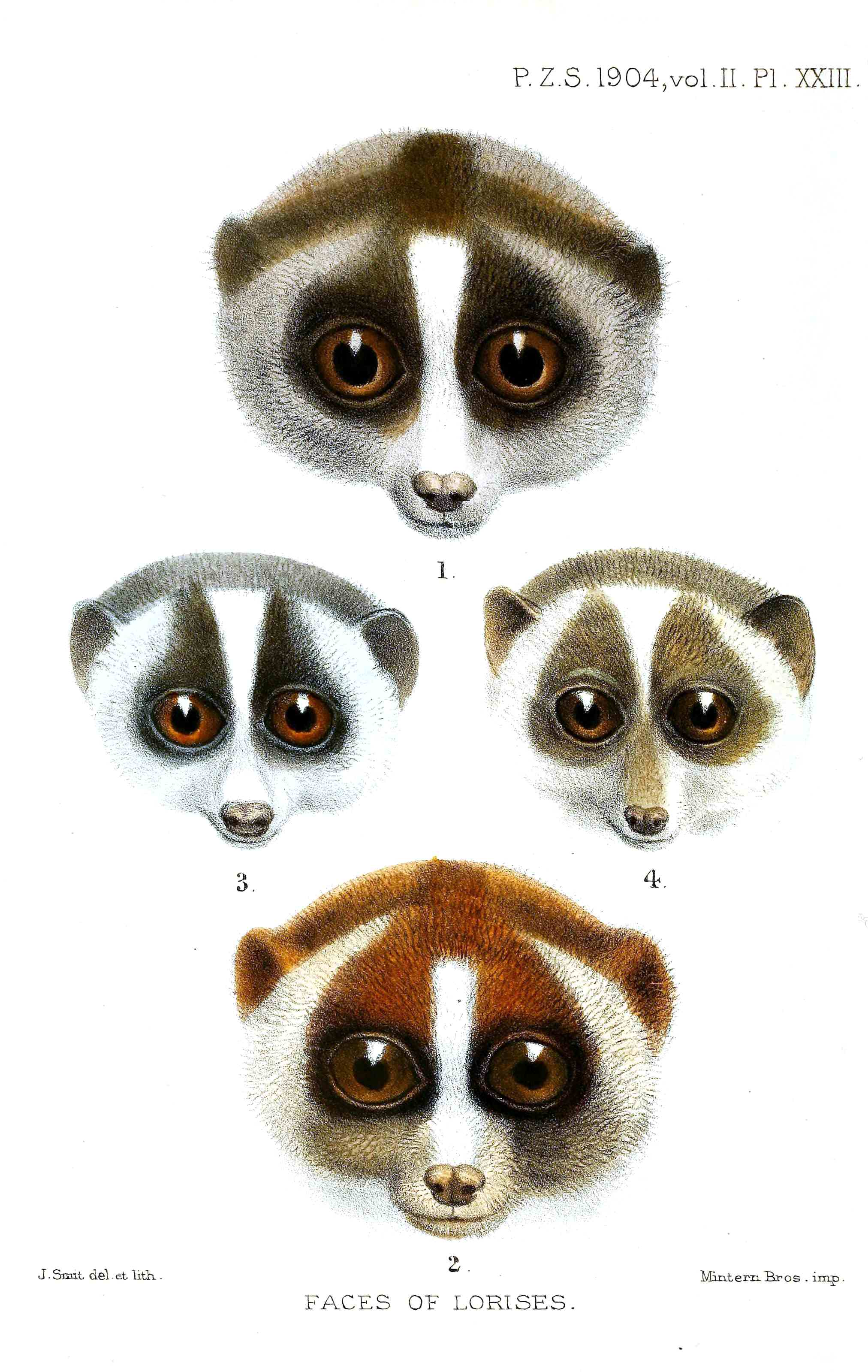
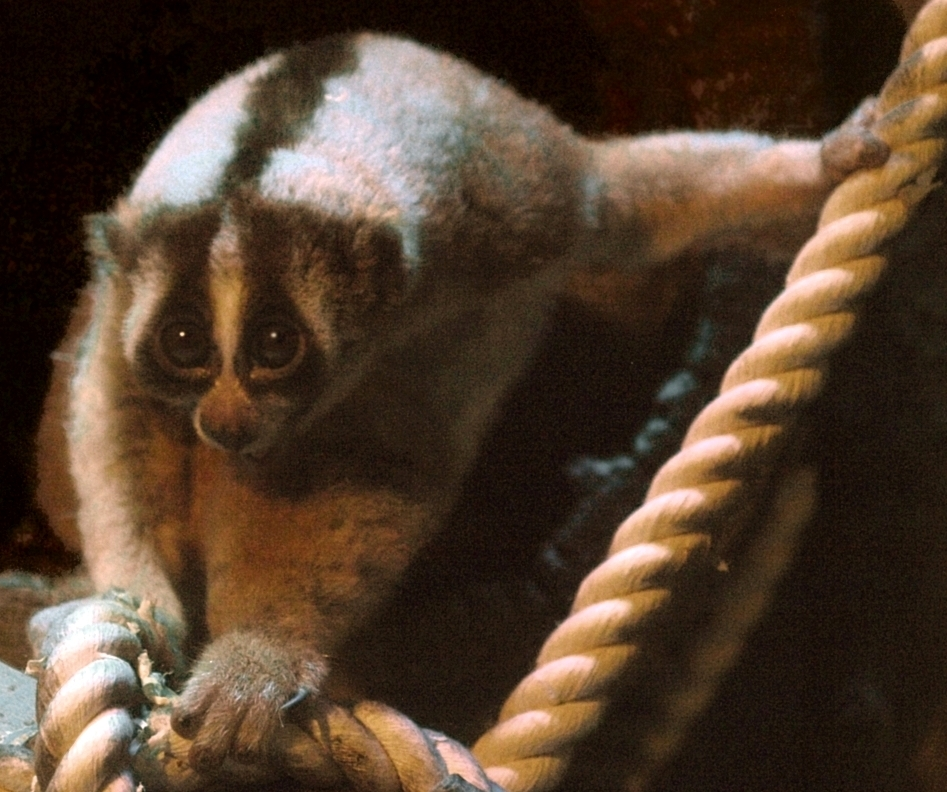
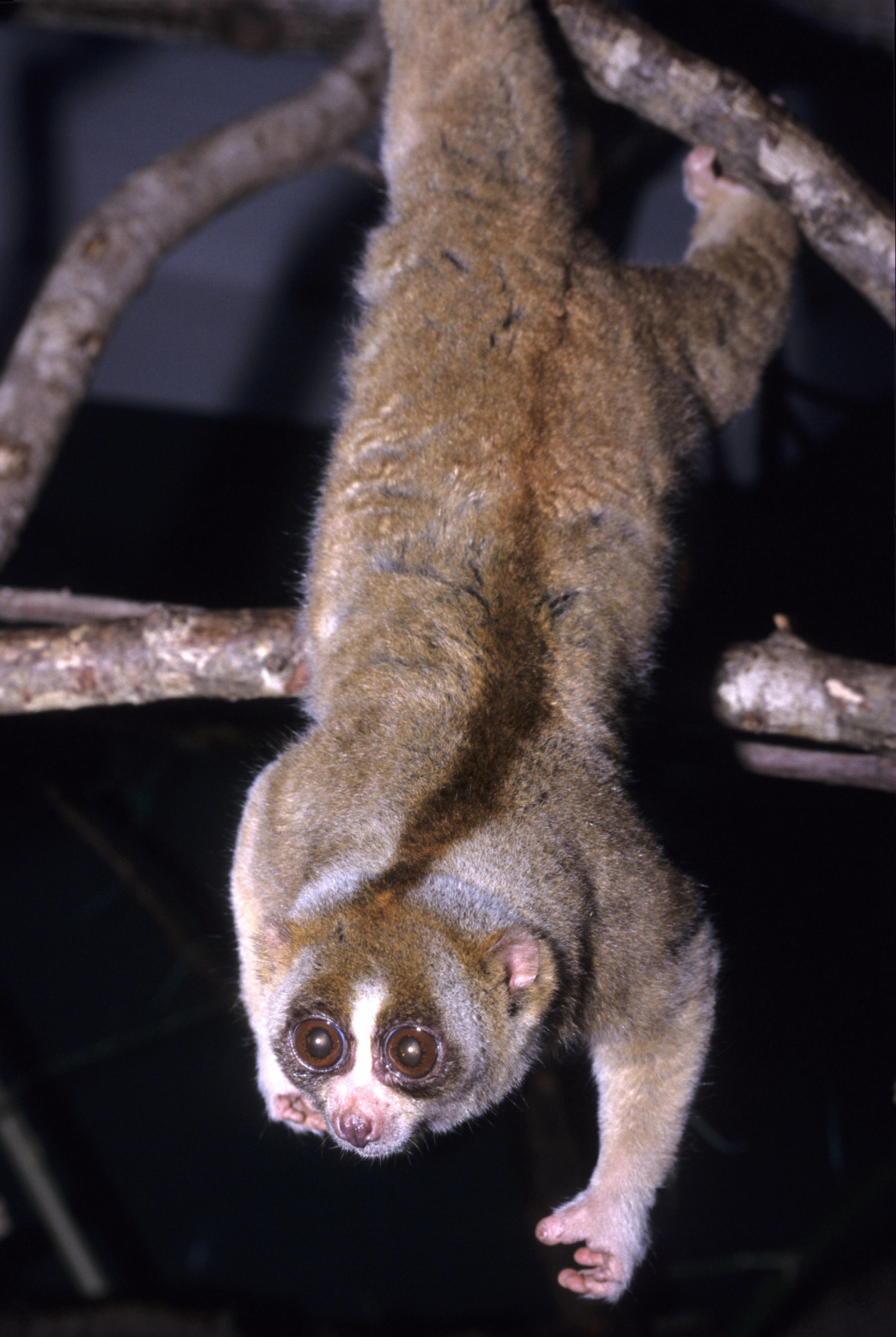
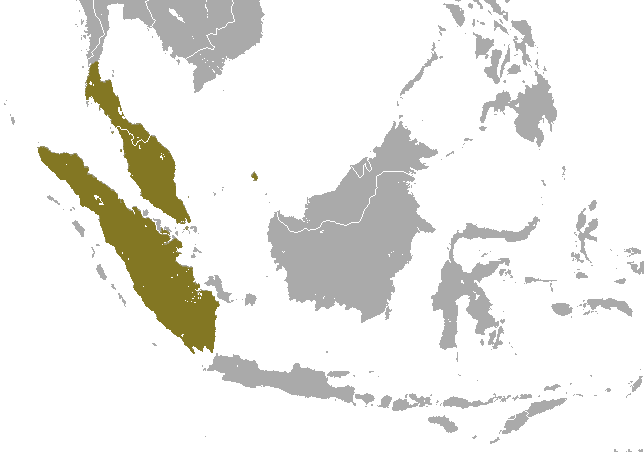
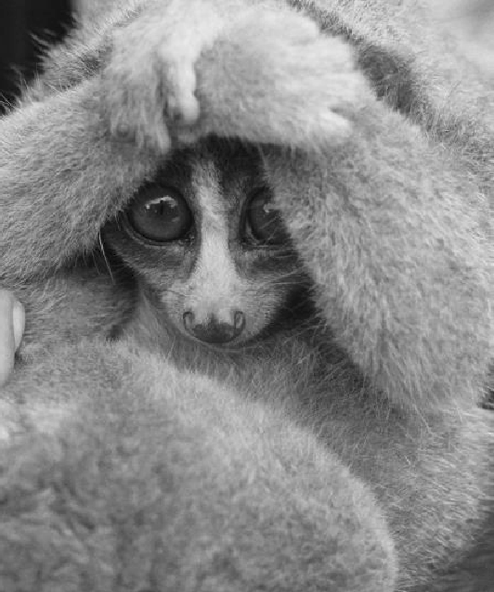
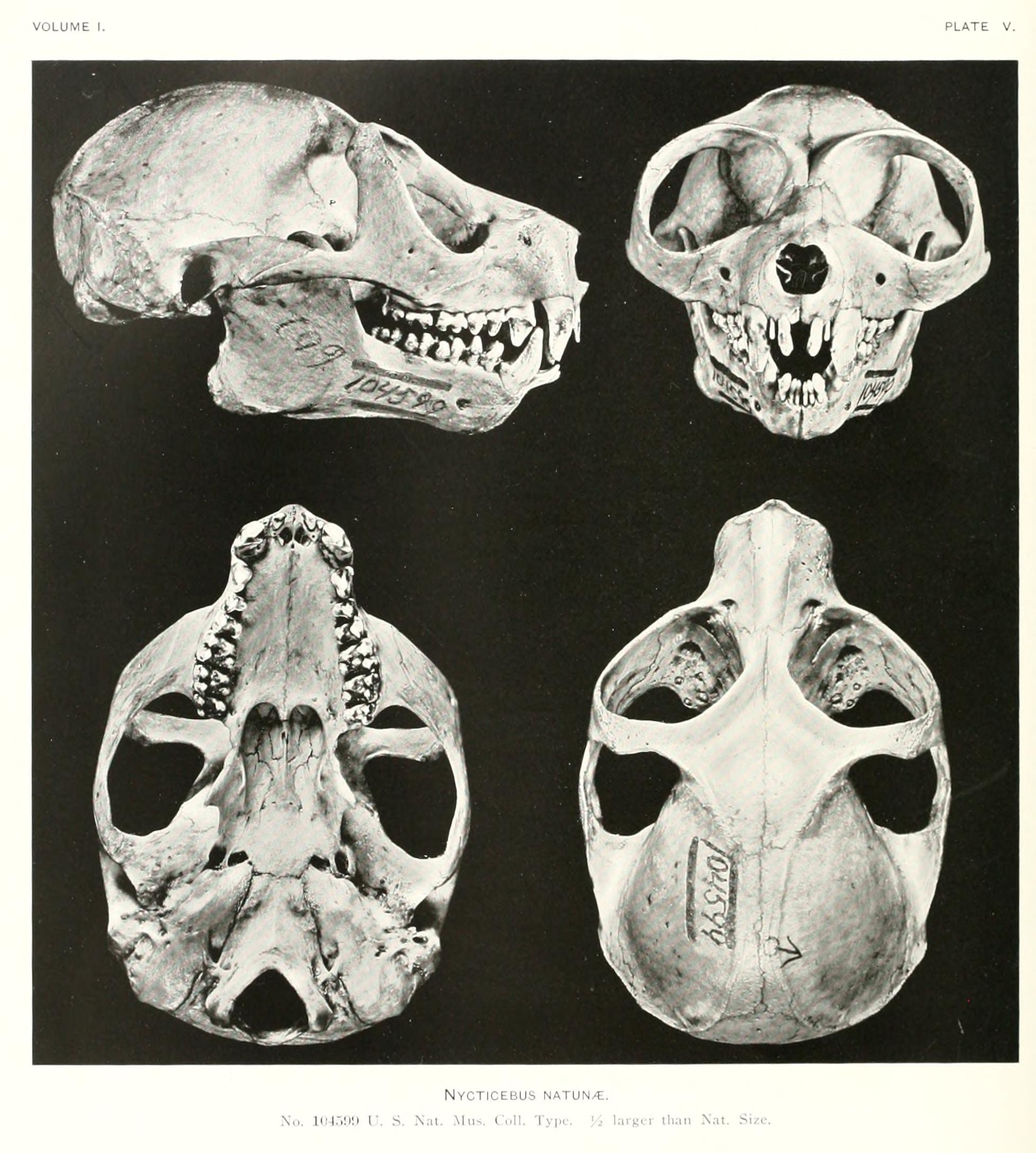